# Kicking Television: Live in Chicago
Kicking Television: Live in Chicago är Wilcos första livealbum, utgivet 15 november 2005.

## Låtlista

### Första skivan
1. "Misunderstood" – 6:08 (från Being There)
2. "Company in My Back" – 3:44 (från A Ghost Is Born)
3. "The Late Greats" – 2:40 (från A Ghost Is Born)
4. "Hell Is Chrome" (Mikael Jorgensen, Tweedy) – 4:56 (från A Ghost Is Born)
5. "Handshake Drugs" – 6:23 (från A Ghost Is Born)
6. "I Am Trying to Break Your Heart"– 6:03 (från Yankee Hotel Foxtrot)
7. "Shot in the Arm" – 4:51 (från Summerteeth)
8. "At Least That's What You Said" – 5:18 (från A Ghost Is Born)
9. "Wishful Thinking" (Glenn Kotche, Tweedy) – 4:26 (från A Ghost Is Born)
10. "Jesus, Etc." (Bennett, Tweedy) – 4:00 (från Yankee Hotel Foxtrot)
11. "I'm the Man Who Loves You" (Bennett, Tweedy) – 3:58 (från Yankee Hotel Foxtrot)
12. "Kicking Television" – 3:03 (B-sidan av "I'm a Wheel")

### Andra skivan
1. "Via Chicago" – 5:14 (från Summerteeth)
2. "Hummingbird" – 3:19 (från A Ghost Is Born)
3. "Muzzle of Bees" – 4:49 (från A Ghost Is Born)
4. "One by One" (Woody Guthrie, Tweedy) – 3:26 (från Mermaid Avenue)
5. "Airline to Heaven" (Bennett, Guthrie, Tweedy) – 4:41 (från Mermaid Avenue Vol. II)
6. "Radio Cure" (Bennett, Tweedy) – 4:42 (från Yankee Hotel Foxtrot)
7. "Ashes of American Flags" (Bennett, Tweedy) – 6:03 (från Yankee Hotel Foxtrot)
8. "Heavy Metal Drummer" – 3:21 (från Yankee Hotel Foxtrot)
9. "Poor Places" (Bennett, Tweedy) – 5:31 (från Yankee Hotel Foxtrot)
10. "Spiders (Kidsmoke)" – 11:17 (från A Ghost Is Born)
11. "Comment" (Yusef Rahman, Charles Wright) – 6:13 (tidigare outgiven)

### Fotnoter
1. ↑  Deming, Mark. ”Kicking Television: Live in Chicago”. Allmusic.com. http://www.allmusic.com/album/kicking-television-live-in-chicago-r801003/review. Läst 26 februari 2011.